# Wyatt Teller
William Wyatt Teller (geboren am 21. November 1994 in Manassas, Virginia) ist ein US-amerikanischer American-Football-Spieler auf der Position des Guards. Er spielte College Football für Virginia Tech und steht seit 2019 bei den Cleveland Browns in der National Football League (NFL) unter Vertrag. In der Saison 2018 spielte Teller für die Buffalo Bills.

## College
Teller wurde in Manassas, Virginia, geboren und besuchte die Highschool in Bealeton. Dort spielte er Football als Defensive End. Ab 2013 ging er auf die Virginia Tech, um College Football für die Virginia Tech Hokies zu spielen. In der Vorbereitung auf seine Saison als Freshman wechselte Teller auf die Position des Offensive Tackles. Er legte zunächst ein Redshirt-Jahr ein, vor der Saison 2014 änderte er seine Spielposition in der Offensive Line, um als Guard zu spielen. Nach sieben Spielen in der Spielzeit 2014 schaffte Teller den Sprung in die Startaufstellung. In den folgenden drei Jahren war er Starter auf der Position des linken Guards. 2017 wurde Teller in das All-Star-Team der Atlantic Coast Conference (ACC) gewählt. Insgesamt lief er in 53 Spielen für die Hokies auf, davon 43-mal von Beginn an.

## NFL
Teller wurde im NFL Draft 2018 in der 5. Runde an 166. Stelle von den Buffalo Bills ausgewählt. In den ersten acht Spielen seiner Rookiesaison stand er nicht im aktiven Kader. Wegen der schwachen Leistung der Offensive Line der Bills wurde er am neunten Spieltag für einige Spielzüge eingewechselt, um Left Guard Vlad Ducasse zu ersetzen. Ab dem nächsten Spiel stand er in der Startaufstellung und kam in den sieben verbleibenden Spielen der Saison von Beginn an zum Einsatz.
Kurz vor Beginn der Saison 2019 gaben die Bills Teller zusammen mit einem Siebtrundenpick 2021 im Austausch gegen einen Fünft- und einen Sechstrundenpick 2020 an die Cleveland Browns ab, nachdem er in Buffalo nicht mehr als Stammspieler eingeplant gewesen war. In Cleveland war er in den letzten neun Spielen der Saison 2019 der Starter auf der Position des Right Guards.
Vor der Saison 2020 sollte Teller mit Drew Forbes um die Position als Right Guard konkurrieren. Da dieser wegen der COVID-19-Pandemie in den Vereinigten Staaten die Saison aussetzte, behielt Teller seinen Platz in der Startaufstellung. Daraufhin spielte er seine bis dahin beste Saison und war vor allem als Blocker im Laufspiel effektiv. Sechs Partien verpasste Teller verletzungsbedingt. Er wurde in das Second-Team der All-Pro-Auswahl von Associated Press (AP) gewählt.
Im November 2021 einigte Teller sich mit den Browns auf eine Vertragsverlängerung um vier Jahre im Wert von 56,8 Millionen US-Dollar. Er kam in der Saison 2021 in allen 17 Partien zum Einsatz und wurde in den Pro Bowl sowie erneut in das Second-All-Pro-Team gewählt. In der Saison 2022 bestritt er 15 Spiele und nahm als Ersatz für Joe Thuney erneut am Pro Bowl teil.

## Persönliches
Im Dezember 2020 machte Teller seiner Freundin im FirstEnergy Stadium, dem Heimstadion der Cleveland Browns, einen Heiratsantrag, den sie annahm.